# المنعطف (المحفد)

تعديل مصدري - تعديل

المنعطف هي إحدى قرى عزلة المحفد بمديرية المحفد التابعة لمحافظة أبين، بلغ تعداد سكانها 35 نسمة حسب تعداد اليمن لعام 2004.